# Las Joaniás
Las Joaniás (en francès Les Junies) és un municipi francès situat al departament de l'Òlt i a la regió d'Occitània.
El municipi té las Joaniás com a capital administrativa, i també compta amb els agregats de la Maça, los Merlins, Rainal i Canorgas.

## Demografia
| 1962                                       | 1968 | 1975 | 1982 | 1990 | 1999 | 2006 |
| ------------------------------------------ | ---- | ---- | ---- | ---- | ---- | ---- |
| 253                                        | 268  | 243  | 250  | 255  | 264  | 254  |
| Des de 1962: població sense dobles comptes |      |      |      |      |      |      |

## Administració
| Període   | Identitat          | Partit |
| --------- | ------------------ | ------ |
| 2001-2008 | Jean-Pierre Bergon |        |
| 2008-     | Agnès Simon        |        |